# Chris Daukaus
Christopher Paul Daukaus (Filadelfia, Pensilvania; 25 de septiembre de 1989) es un artista marcial mixto estadounidense que compitió en la división de peso pesado de Ultimate Fighting Championship. Es el hermano mayor del también luchador de UFC Kyle Daukaus. Desde el 23 de agosto de 2022 es el número 11 en la clasificación de peso pesado de la UFC.

## Primeros años
Se crio en el noreste de Filadelfia en el barrio de Tacony, Filadelfia. Se graduó en 2007 en la North Catholic High School y es residente en Parkwood, Filadelfia. Tras graduarse, asistió a la Universidad Estatal de Pensilvania, pero abandonó los estudios. Comenzó a entrenar un año antes de entrar en la academia de policía, con el fin de llenar ese vacío de deporte y competición después del instituto.

## Carrera en artes marciales mixtas

### Inicios
Profesional desde octubre de 2013 y representante de Martínez BJJ, compiló un récord de 8-3 en 11 combates de su carrera como profesional, ganando por seis nocauts y una decisión. Ha competido con CES MMA, Cage Fury Fighting Championships y Ring Of Combat. Ha logrado seis de sus siete victorias profesionales. En su debut en las MMA en XFE Cage Wars 27, derrotó a Robert Duvalle por TKO en el primer asalto. También derrotó a Jeffrey Blachly por TKO en el segundo asalto en su debut con Cage Fury Fighting Championships en CFFC 50. Derrotó a Blachly por segunda vez por decisión unánime en CFFC 62. Después, en KOTC Regulator, derrotó a Anthony Coleman por TKO en el primer asalto. También derrotó a Plinio Cruz por TKO en el primer asalto en CFFC 69. En su única salida con CES MMA, en CES MMA 52, derrotó a Joshua Marsh por TKO en el segundo asalto.
En Ring Of Combat 65, se enfrentó a Edwin Smart y lo derrotó por TKO en el primer asalto para conseguir la sexta victoria por KO de su carrera profesional.
Sifrió una derrota ante Zu Anyanwu en un combate por el Campeonato de Peso Pesado de Cage Fury FC en CFFC 73 el 2 de marzo de 2019. Daukaus estaba ganando claramente ese combate antes de que un gran golpe cambiara la complexión de la misma rápidamente y fuera noqueado.
Se enfrentó a Danny Holmes en CFFC 77 el 16 de agosto de 2019. Ganó el combate por TKO en el primer asalto.
Se esperaba que se enfrentara a Shawn Teed por el Campeonato de Peso Pesado de Cage Fury FC en una revancha en CFFC 82 el 21 de marzo de 2020. Sin embargo, todo el evento fue pospuesto debido a la pandemia de COVID-19. El evento y el combate por el campeonato se reprogramaron para celebrarse el 12 de agosto de 2020. Sin embargo, firmó con la UFC a principios de agosto y fue sustituido por Carl Seumanutafa.

### Ultimate Fighting Championship
Debutó en la UFC contra Parker Porter el 15 de agosto de 2020 en UFC 252. Ganó el combate por TKO en el primer asalto.
Se enfrentó a Rodrigo Nascimento el 11 de octubre de 2020 en UFC Fight Night: Moraes vs. Sandhagen. Ganó el combate por KO en el primer asalto. Esta victoria le valió el premio a la Actuación de la Noche.
Se enfrentó a Oleksiy Oliynyk el 20 de febrero de 2021 en UFC Fight Night: Blaydes vs. Lewis. Ganó el combate por TKO en el primer asalto. Esta victoria le valió el premio a la Actuación de la Noche.
Se esperaba que se enfrentara a Shamil Abdurakhimov el 24 de julio de 2021 en UFC on ESPN: Sandhagen vs. Dillashaw, pero el enfrentamiento fue eliminado de esa cartelera el 19 de julio debido a los protocolos de COVID-19 dentro del campamento de Abdurakhimov. El combate permaneció intacto y fue programado para el 31 de julio de 2021 en UFC on ESPN: Hall vs. Strickland. Sin embargo, el combate fue pospuesto por razones desconocidas para el 25 de septiembre de 2021 en UFC 266. Ganó el combate por TKO en el segundo asalto. Esta victoria le valió el premio a la Actuación de la Noche.
Se enfrentó a Derrick Lewis el 18 de diciembre de 2021 en UFC Fight Night: Lewis vs. Daukaus. Perdió el combate por KO en el primer asalto.
Se enfrentó a Curtis Blaydes el 26 de marzo de 2022 en UFC on ESPN: Blaydes vs. Daukaus. Perdió el combate por TKO en el segundo asalto.
Daukaus estaba programado para enfrentarse a Jairzinho Rozenstruik el 1 de octubre de 2022 en UFC Fight Night 211.  Sin embargo, por razones desconocidas, la pelea se trasladó a UFC 282 el 10 de diciembre de 2022.  Daukaus perdió la pelea por nocaut técnico. 
Estaba previsto que Daukaus se enfrentara a Khalil Rountree Jr. el 10 de junio de 2023 en UFC 289.  Sin embargo, el 2 de junio de 2023, se reveló que Daukaus sufrió una lesión y fue retirado de la tarjeta.  La pelea con Rountree fue reprogramada para el 12 de agosto de 2023 en UFC on ESPN: Luque vs. dos Anjos.  Daukaus perdió la pelea por nocaut técnico en el primer asalto. 
Después de la derrota, se anunció que Daukaus ya no estaba en el roster de UFC. 

## Vida personal
Ha sido un oficial del Departamento de Policía de Filadelfia desde 2010.
Él y su esposa Kelly tienen un hijo, Cooper.

## Campeonatos y logros
- Ultimate Fighting Championship
  - Actuación de la Noche (tres veces) vs. Rodrigo Nascimento, Oleksiy Oliynyk y Shamil Abdurakhimov[15][18]

## Récord en artes marciales mixtas
| Récord profesional | Récord profesional | Récord profesional |
| 19 peleas          | 12 victorias       | 7 derrotas         |
| ------------------ | ------------------ | ------------------ |
| Nocaut             | 11                 | 6                  |
| Sumisión           | 0                  | 1                  |
| Decisión           | 1                  | 0                  |

| Resultado | Récord | Oponente                   | Método                      | Evento                                | Fecha                    | Ronda | Tiempo | Localización                | Notas                                             |
| --------- | ------ | -------------------------- | --------------------------- | ------------------------------------- | ------------------------ | ----- | ------ | --------------------------- | ------------------------------------------------- |
| Derrota   | 12-7   | Khalil Rountree Jr.        | TKO (golpes)                | UFC on ESPN: Luque vs. dos Anjos      | 12 de agosto de 2023     | 1     | 2:40   | Las Vegas, Nevada           | Debut en peso semipesado.                         |
| Derrota   | 12-6   | Jairzinho Rozenstruik      | KO (puñetazo)               | UFC 282                               | 10 de diciembre de 2022  | 1     | 0:23   | Las Vegas, Nevada           | Actuación de la noche.                            |
| Derrota   | 12-5   | Curtis Blaydes             | TKO (puñetazos)             | UFC on ESPN: Blaydes vs. Daukaus      | 26 de marzo de 2022      | 2     | 0:17   | Columbus, Ohio              |                                                   |
| Derrota   | 12-4   | Derrick Lewis              | KO (puñetazos)              | UFC Fight Night: Lewis vs. Daukaus    | 18 de diciembre de 2021  | 1     | 3:36   | Las Vegas, Nevada           |                                                   |
| Victoria  | 12-3   | Shamil Abdurakhimov        | TKO (puñetazos y codazos)   | UFC 266                               | 25 de septiembre de 2021 | 2     | 1:23   | Las Vegas, Nevada           | Actuación de la Noche.                            |
| Victoria  | 11-3   | Oleksiy Oliynyk            | TKO (puñetazos)             | UFC Fight Night: Blaydes vs. Lewis    | 20 de febrero de 2021    | 1     | 1:55   | Las Vegas, Nevada           | Actuación de la Noche.                            |
| Victoria  | 10-3   | Rodrigo Nascimento         | KO (puñetazos)              | UFC Fight Night: Moraes vs. Sandhagen | 11 de octubre de 2020    | 1     | 0:45   | Abu Dabi                    | Actuación de la Noche.                            |
| Victoria  | 9-3    | Parker Porter              | TKO (puñetazos y rodillazo) | UFC 252                               | 15 de agosto de 2020     | 1     | 4:28   | Las Vegas, Nevada           |                                                   |
| Victoria  | 8-3    | Danny Holmes               | TKO (patada en la cabeza)   | Cage Fury FC 77                       | 16 de agosto de 2019     | 1     | 1:30   | Atlantic City, Nueva Jersey |                                                   |
| Derrota   | 7-3    | Azunna Anyanwu             | TKO                         | Cage Fury FC 73                       | 2 de marzo de 2019       | 2     | 4:05   | Filadelfia, Pensilvania     | Por el Campeonato de Peso Pesado de Cage Fury FC. |
| Victoria  | 7-2    | Edwin Smart                | TKO (puñetazos)             | Ring of Combat 65                     | 21 de septiembre de 2018 | 1     | 3:49   | Atlantic City, Nueva Jersey |                                                   |
| Victoria  | 6-2    | Jahsua Marsh               | TKO (puñetazos)             | CES MMA 52                            | 17 de agosto de 2018     | 2     | 2:16   | Filadelfia, Pensilvania     |                                                   |
| Victoria  | 5-2    | Plinio Cruz                | KO (puñetazo)               | Cage Fury FC 69                       | 16 de diciembre de 2017  | 1     | 2:38   | Atlantic City, Nueva Jersey |                                                   |
| Victoria  | 4-2    | Anthony Coleman            | TKO (puñetazos)             | KOTC: Regulator                       | 1 de julio de 2017       | 1     | 3:04   | Stroudsburg, Pensilvania    |                                                   |
| Victoria  | 3-2    | Jeffrey Blachly            | Decisión (unánime)          | Cage Fury FC 62                       | 17 de diciembre de 2016  | 3     | 5:00   | Filadelfia, Pensilvania     |                                                   |
| Derrota   | 2-2    | Shawn Teed                 | Sumisión (cierre con llave) | Cage Fury FC 53                       | 4 de diciembre de 2015   | 2     | 1:20   | Filadelfia, Pensilvania     |                                                   |
| Victoria  | 2-1    | Jeffrey Blachly            | TKO (lesión en el hombro)   | Cage Fury FC 50                       | 18 de julio de 2015      | 2     | 0:50   | Atlantic City, Nueva Jersey |                                                   |
| Derrota   | 1-1    | Yordany Hernandez Figueroa | KO (puñetazos)              | XFE 42                                | 10 de mayo de 2014       | 1     | 2:24   | Chester, Pensilvania        |                                                   |
| Victoria  | 1-0    | Robert Duvalle             | TKO                         | XFE 27                                | 19 de octubre de 2013    | 1     | 2:03   | Chester, Pensilvania        | Debut en el peso pesado.                          |